# Laranjeiras do Sul
Laranjeiras do Sul é um município brasileiro do estado do Paraná. Sua população estimada em 2017 é de 32.379 habitantes, conforme dados do IBGE.

## História
Foi capital do Território Federal do Iguaçu, de 1943 a 1946. De sua área foram emancipados, desde 1946, doze novos municípios: Guaraniaçu, Campo Bonito, Diamante do Sul, Catanduvas, Três Barras do Paraná, Quedas do Iguaçu, Espigão Alto do Iguaçu, Nova Laranjeiras, Rio Bonito do Iguaçu, Virmond, Ibema e Porto Barreiro.

## Demografia
- População - Zona Urbana: 23.778
- População - Zona Rural: 6.462
- Total: 30.240
- Homens: 14.745
- Mulheres: 15.495
- População alfabetizada: 21.016 (taxa de alfabetização: 89,3%)
- Eleitores: 21.012 (eleição municipal de 2000)

## Educação
- Universidade Estadual do Centro-Oeste (Unicentro) - Campi avançado de Laranjeiras do Sul;
- Universidade Federal da Fronteira Sul (UFFS) - Campus de Laranjeiras do Sul;
- Faculdade Alto Iguaçu (FAI)

## Esporte
No passado a cidade de Laranjeiras do Sul já possuiu alguns clubes no Campeonato Paranaense de Futebol, o Ipiranga Futebol Clube, o União Operário Esportivo e Recreativo e o Esporte Clube Sete de Setembro .

## Galeria de imagens

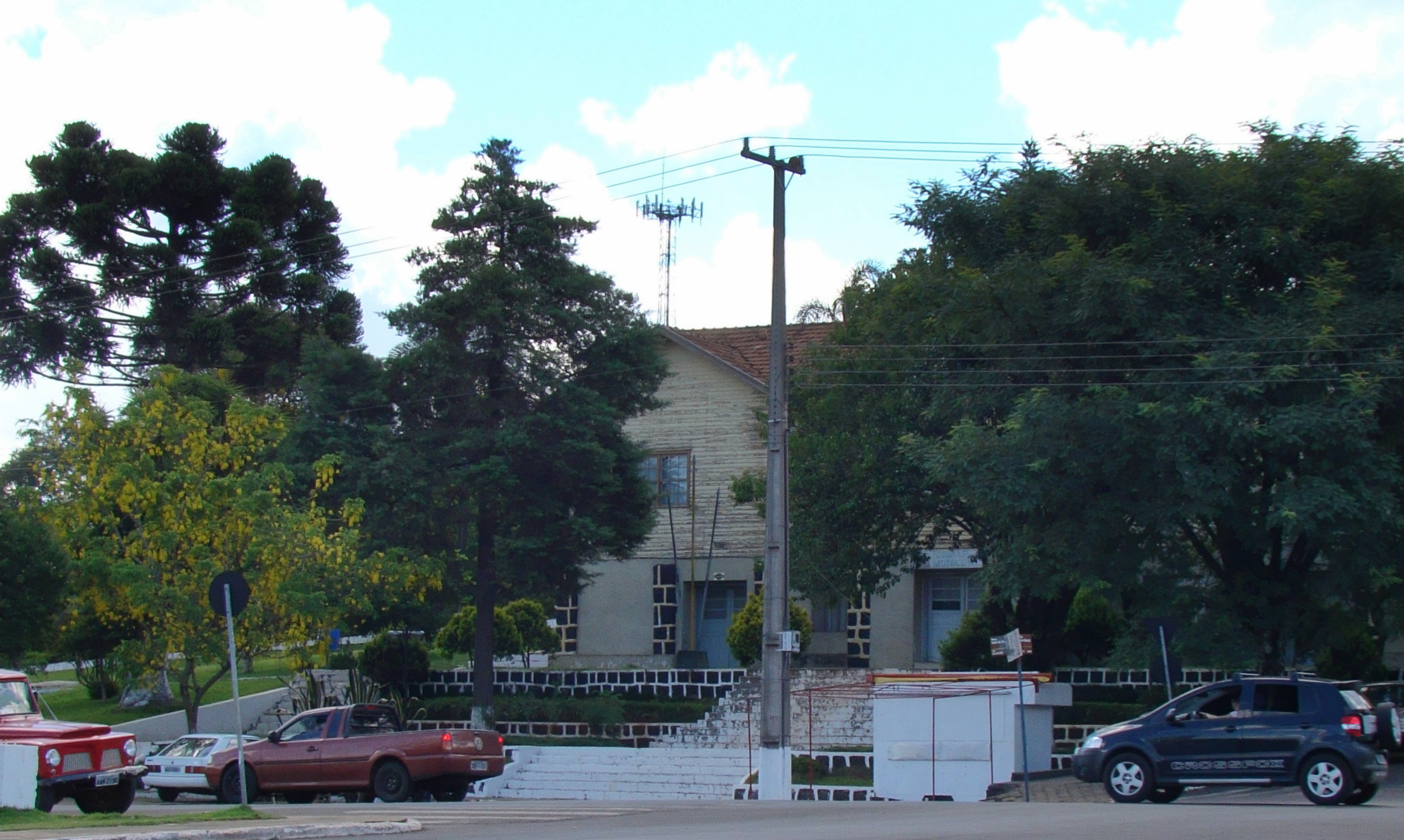
Símbolo da ex-capital do Território Federal do Iguaçu (TFI), o Palácio do Governo atualmente é Câmara Municipal de Laranjeiras do Sul.
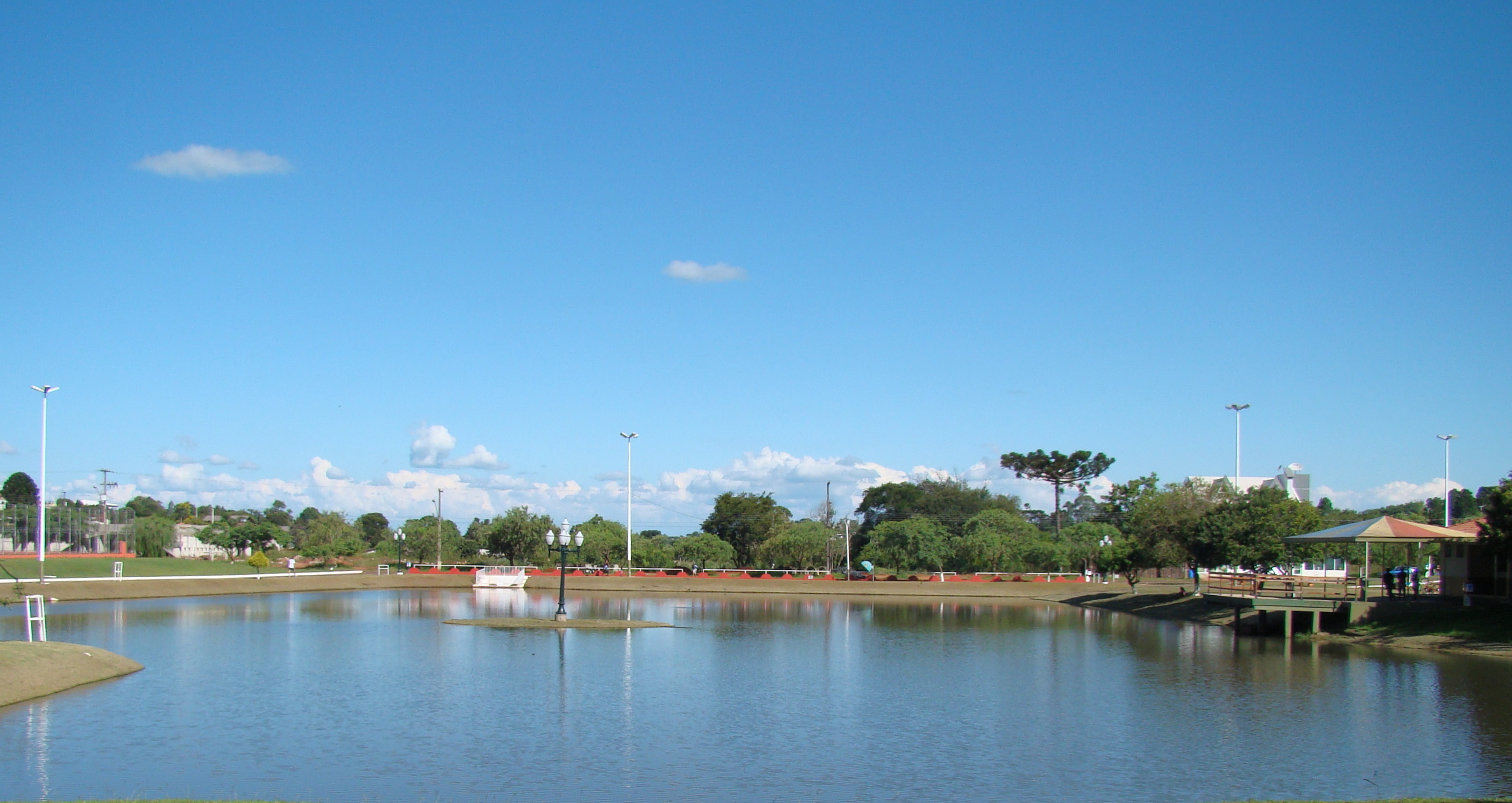
Vista do lago do Parque Aquático Alcindo Natel de Camargo.